# أندرو ديفوف
أندرو ديفوف (بالإسبانية: Andrew Divoff) (الروسية: Эндрю Дивофф) ، من مواليد 2 يوليو 1955 ، وهو ممثل فنزويلي ، نشأ في مدينة سان توم في فنزويلا ، وهو من أب روسي وأم فنزويلية ، وعاش في مدينة فيلاسار دي مار التابعة لبلدية برشلونة الإسبانية ، ويجيد الحديث باللغات الإنجليزية والإسبانية والروسية والإيطالية والفرنسية والألمانية والكاتالونية ، ويجيد اللغة الرومانية إلا أنه نسي الرومانية ، وبدأ مسيرته الفنية عام 1983م.